# Oecothea pamirica
Oecothea pamirica är en tvåvingeart som beskrevs av Gorodkov 1959. Oecothea pamirica ingår i släktet Oecothea och familjen myllflugor. Inga underarter finns listade i Catalogue of Life.